# Atractodes ambiguus
Atractodes ambiguus là một loài tò vò trong họ Ichneumonidae.